# Sierra de Mijas
De Sierra de Mijas is een bergketen in Zuid-Spanje, een deel van het kust-gebergte dat ligt achter het westen van de Costa del Sol, in de buurt van Mijas in Andalusië. Het scheidt de Guadalhorce Vallei regio van de Costa del Sol
en is onderdeel van de Betische cordillera.
De hoogste top is de Pico Mijas op 1.150 meter. Het gebergte bestaat voornamelijk uit marmer en, in mindere mate, kalksteen.